# 2008 au Vatican
Chronologie du Vatican
- 2004
- 2005
- 2006
- 2007
- 2008
- 2009
- 2010
- 2011
- 2012

## Chronologie

### Mars 2008
- Lundi 17 mars 2008 : Signature d'un accord au palais apostolique entre le Saint-Siège et la principauté d'Andorre portant sur le statut de l’Église catholique en Andorre. Ce document est signé pour le Saint-Siège par le cardinal secrétaire d'État : Tarcisio Bertone et pour Andorre par le chef de gouvernement : Albert Pintat Santolària. Cet accord permet selon le Saint-Siège : « l'accord consolide encore les liens traditionnels de collaboration existant entre les parties ». Celui-ci doit entrer en vigueur dès l'échange des instruments de ratification[1].

### Décembre 2008
- Vendredi 12 décembre 2008 : échange des instruments de ratification entre ministre des Affaires étrangères d'Andorre Meritxell Mateu Pi et Mgr Dominique Mamberti pour l'accord entre le Saint-Siège et Andorre signé le 17 mars précédent, cet échange est suivi d'une audience par le pape du coprince d'Andorre Mgr Joan-Enric Vives i Sicília et de Christian Frémont représentant du coprince d'Andorre français Nicolas Sarkozy[2].